# Guo Bošiong
Guo Bošiong (kitajsko 郭伯雄; pinjin: Guo Boxiong), kitajski general, * julij 1942, Ličuan, Šanši, Kitajska.
Guo Bošiong je trenutno izvršilni podpredsednik Centralne vojaške komisije, kar ga postavlja za najvišje rangiranega pripadnika Ljudske osvobodilne vojske.